# Vogelsberg (Turyngia)
Vogelsberg – miejscowość i gmina w Niemczech, w kraju związkowym Turyngia, w powiecie Sömmerda, wchodzi w skład wspólnoty administracyjnej An der Marke. Do 30 grudnia 2019 wchodziła w skład wspólnoty administracyjnej An der Marke.